# Яик (село)
Яик (каз. Жайық) — село в Теректинском районе Западно-Казахстанской области Казахстана. Входит в состав Фёдоровского сельского округа. Код КАТО — 276230400.

## Население
В 1999 году население села составляло 578 человек (291 мужчина и 287 женщин). По данным переписи 2009 года, в селе проживали 574 человека (285 мужчин и 289 женщин).